# Хаин Ахмед-паша
Хаин Ахмед-паша (ум. 1524) — османский паша, управленец, политический и военный деятель, бейлербей, визирь, наместник эялета Египет в период правления Сулеймана I Великолепного, поднявший мятеж против центральной власти и пожелавший стать независимым от османского султана правителем.

## Биография
Имел грузинское происхождение. Образование получил в дворцовой школе Эндерун. Военную службу нёс в корпусе янычар. В 1516—1517 годах сопровождал султана Селима I в его завоевательном походе в Египет в ранге второго мирахура (имрахора; титул начальника императорских конюшен). В 1520 году участвовал в походе султана Сулеймана I на Белград и во время взятия этого города был отмечен благодаря проявленной храбрости. Вскоре после этого был назначен бейлербеем Румелии. В 1521 году стал членом дивана в должности третьего визиря. В 1522 году, занимая ту же должность третьего визиря, принял участие в экспедиции на остров Родос. За проявленную в этой кампании храбрость получил титул сердарлика. Командовал зачисткой территорий и осадными работами на острове. Именно на встрече с ним командующий силами рыцарей Мальтийского ордена обсуждал условия сдачи острова.
Вернувшись из этой экспедиции, принял участие в дворцовых интригах. В частности, в том же 1522 году преуспел в организации отставки великого визиря Пири Мехмеда-паши. В соответствии с формальным порядком преемственности должностей титул великого визиря после этого должен был унаследовать Ахмед-паша. Однако правивший в то время султан Сулейман I Великолепный решил в обход принятого порядка назначить великим визирем своего близкого друга Паргалы Ибрагим-пашу. Сделав вид, что примирился с данным прецедентом, Ахмед-паша попросил назначить его бейлербеем Египта; его просьба была удовлетворена, и он возглавил египетский эялет.
Внутри египетского эялета в 1522 году, после смерти его прежнего наместника Хайрбея, разгоралось народное недовольство. Ахмед-паша, придя к власти, восстановил законы, действовавшие при Мамлюках, и в своём управлении Египтом опирался на компромисс с местными бедуинскими вождями в обмен на их содействие в обеспечении законности и порядка. Но новый визирь Сулеймана Великолепного Паргалы Ибрагим-паша выдвинул в качестве нового кандидата на должность губернатора Египта Кара Муса-пашу. Практически сразу же начали циркулировать слухи, что Ахмед-паша будет отправлен в отставку и затем казнён в Стамбуле, и эти слухи очень быстро достигли Египта. В январе 1524 года Ахмед-паша объявил Египет независимым от Османской империи, провозгласив себя под именем «аль-Малик Мансур» (el-Melik Mansur) новым султаном Египта. Соответственно, от его нового имени началось чтение хутб (проповедей). Местные янычары оказались осаждёнными в Каирской цитадели, которая вскоре была взята. В качестве султана независимого Египта Ахмед-паша попытался установить дружественные отношения с местными христианами.
В том же 1524 году в восставший Египет был направлена османская армия под командованием полководца Аяс-паши. Одновременно с окружением и солдатами Ахмед-паши в Египте были установлены тайные отношения в попытке использовать их против Ахмет-паши. В конце концов в окружении Ахмед-паши удалось найти лояльного к Османской империи человека, которому за предательство было обещано наделение титулом визиря в Трабзоне; им стал кадизаде Ахмеда-паши Мехмед-бей, который устроил засаду на своего господина во время процедур в хаммаме (турецкая баня) и попытался убить его. Ахмед-паша в результате этого покушения был тяжело ранен, но сумел бежать от заговорщиков. Однако вождь племени Бакр, у которого он, будучи ранен, искал убежища, передал Ахмед-пашу кадизаде Мехмед-бею. Ахмед-паша в итоге был обезглавлен. Великий визирь Паргалы Ибрагим-паша, подавивший восстание, лично прибыл в Египет (на корабле адмирала Пири-реиса) для приведения в порядок местной государственной администрации.

## Киновоплощения
В турецком телесериале «Великолепный век» (с 2011) роль Ахмеда-паши исполнил Мурат Тузун.